# Eryngiorum nec non Generis Novi Alepideae Historia
Eryngiorum nec non Generis Novi Alepideae Historia (abreviado Eryng. Alep. Hist.) es un libro con ilustraciones y descripciones botánicas que fue escrito por el médico y botánico suizo François Delaroche. Fue publicado en el año 1808.